# Артилерійська дивізія
Артилері́йська диві́зія — військове з'єднання, основна тактична одиниця в артилерії, що входить до складу загальновійськових об'єднань армій. Може входити до складу корпусу, але в переважній більшості є окремим формуванням Сухопутних військ деяких країн світу.
У залежності від призначення, озброєння існували такі типи артилерійських дивізій:
- артилерійська дивізія прориву;
- зенітна артилерійська дивізія;
- кулеметно-артилерійська дивізія;
- важка артилерійська дивізія;
- артилерійська дивізія гвардійських мінометів тощо.

## Історія
Артилерійська дивізія звичайно входила до складу резерву Верховного Головнокомандування, призначеного для посилення загальновійськових об'єднань і з'єднань. Артилерійські дивізії вперше з'явилися в російській армії в 1819; до 1853 існувало 10 артилерійських дивізій. Після Кримської війни 1853-56 від їх створення відмовилися. Під час 1-ї світової війни у французькій армії були артилерійські дивізії головного артилерійського резерву, в 1917–1918 їх було 5.
У Червоній армії одна дивізія артилерії особливого призначення була створена в 1925 і розформована в 1931 році через те, що було визнано недоцільним утримувати її в мирний час. Зенітна артилерійська дивізія вперше була створена в 1932 році. В ході німецько-радянської війни артилерійські дивізії польової артилерії почали створюватися з осені 1942 року. Їх використовували для посилення угрупувань військ на головних напрямках, а також для кількісного і якісного посилення військової артилерії.
За бойовим призначенням і озброєнню з 1943 артилерійські дивізії підрозділялися на дивізії прориву (АДП), гвардійські мінометні (гв. мінд), гарматні (гад). До кінця війни збереглося кілька артилерійських дивізій загального призначення. Склад артилерійських дивізій змінювався: у 1942 вона складалася з 8 артилерійських полків, в 1943-45 в артилерійській дивізії прориву було 6-7 артилерійських бригад — до 364 гармат, мінометів і пускових установок реактивної артилерії; гв. мінд складалася з 3 гвардійських мінометних бригад і мала 288 пускових установок (1943). Артилерійські дивізії та гвардійські мінометні дивізії вперше були застосовані у контрнаступі під Сталінградом. Гарматна артилерійська дивізія зазвичай включала 4 гарматні артилерійські бригади і призначалася головним чином для боротьби з артилерією противника і ураження важливих цілей, розташованих на великій глибині. З 1943 артилерійські дивізії стали об'єднувати в артилерійські корпуси прориву, але деякі з них залишалися окремими.